# Supercoppa spagnola 1986 (pallacanestro maschile)
La Supercoppa spagnola 1986 è la 3ª edizione della Supercoppa spagnola di pallacanestro maschile.
La partita è stata disputata il 16 ottobre 1986 presso il Pazo dos Deportes de Riazor di La Coruña tra il Real Madrid, campione di Spagna 1985-86 e vincitore della Copa del Rey 1986, e il Joventut Badalona, finalista di Copa del Rey.

## Finale
| Arbitri: | Vicente Sanchís Eduardo Sancha |

| |            | |
| Biriukov 20 | Punti      | 20 Villacampa                                                                                        |
| Biriukov, Branson, López Iturriaga, Spriggs 1                                                                       | Assist     | 1 Jofresa, Johnson, Margall                                                                          |
| Romay 10 | Rimbalzi   | 9 Schultz                                                                                            |
| 6 Romay• 7 Biriukov• 8 Branson• 14 López Iturriaga• 15 Spriggs 5 del Corral• 10 Ruiz Paz• 11 Corbalán• 12 Carbonell | Formazioni | 5 Jofresa• 7 Margall• 8 Villacampa• 9 Johnson• 15 Schultz 6 Crespo• 10 Montero• 12 Soler• 13 Jiménez |
| Lolo Sainz | Allenatori | Alfred Julbe                                                                                         |